# ان کریستین آرونس
آن کریستین آرونس (زادهٔ ۱۹ ژانویهٔ ۱۹۷۳ میلادی) یک بازیکن فوتبال زن بازنشسته اهل کشور نروژ است. او در ابتدا در باشگاه فوتبال اسپلکاویک بازی می‌کرد و سپس به تیم اس‌کی تروندهایم-اورن پیوست. وی همچنین عضو تیم ملی فوتبال زنان نروژ بود. پس از آن او در لیگ دابلیویواس و برای تیم نیویورک پاور و در سال ۲۰۰۱ که فصل اول این تیم بود برای این تیم بازی کرد.